# Viscum boivinii
Viscum boivinii är en sandelträdsväxtart som beskrevs av Van Tiegh.. Viscum boivinii ingår i släktet mistlar, och familjen sandelträdsväxter. Inga underarter finns listade i Catalogue of Life.